# 永安建制
永安建制是太平天国成立初期发生的事件。在太平天國攻下永安之后，在当地舉辦儀式，確定並維持天王洪秀全的皇帝地位，並正式封楊秀清、石達開、蕭朝貴、馮雲山、韋昌輝等五人為王。。

## 经过
1851年1月11日，洪秀全在广西桂平金田村组织起义后，正式向清王朝宣战。建号“太平天国”，起义军称为“太平军”。1851年秋，太平军攻占广西永安州（今蒙山县）。为了便于组织，统一军政，12月在永安城洪秀全称天王，称万岁。
分封诸王：封原中军主将杨秀清为“左辅正军师”东王，称九千岁；封原前军主将萧朝贵为“右弼又正军师”西王，称八千岁；
封原后军主将冯云山为“前导副军师”南王，称七千岁；封原右军主将韦昌辉为“后护又副军师”北王，称六千岁；封原左军主将石达开为翼王，称五千岁。令东王节制诸王，其他各人或称军师，或称丞相等。为了避洋上帝“耶和华”的讳，所有的王都不能称“王爷”，洪秀全自己以身作则，不称“帝”、“圣”、“上”等，仅称“主”。